# Plectania nannfeldtii
Plectania nannfeldtii är en svampart som beskrevs av Korf 1957. Plectania nannfeldtii ingår i släktet Plectania och familjen Sarcosomataceae.   Inga underarter finns listade i Catalogue of Life.

## Källor

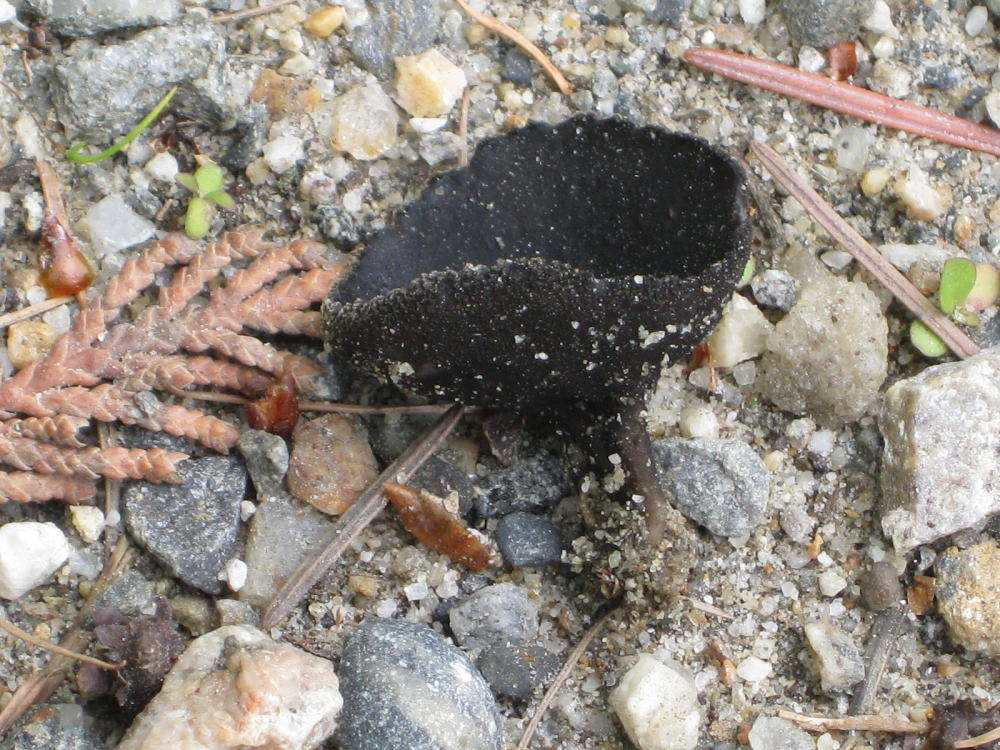